# Zambélé
Zambélé est une localité située dans le département de Gomponsom de la province du Passoré dans la région Nord au Burkina Faso.

## Géographie
Zambélé se situe à 3 km à l'ouest du centre de Gomponsom, le chef-lieu départemental, sur la route menant à Yako, distant de 7 km.

## Économie
L'économie du village repose en partie sur le commerce et les échanges réalisés au marché de Zambélé, l'un des principaux du secteur.

## Santé et éducation
Le centre de soins le plus proche de Zambélé est le centre de santé et de promotion sociale (CSPS) de Gomponsom tandis que le centre médical avec antenne chirurgicale (CMA) de la province se trouve à Yako.
Jusqu'en 2019, Zambélé possèdait une école primaire publique de quatre classes. À cette date a été entrepris la construction du complexe scolaire – grâce au financement de la Direction de la coopération et de l'action humanitaire du gouvernement luxembourgeois à hauteur de 75 % des 778 000 euros du coût total du projet –, regroupant école primaire et collège d'enseignement général (CEG) (avec la prévision d'un futur lycée à partir de 2024), constitué de vingt-cinq classes, d'un réfectoire et d'une cuisine, pour environ 600 élèves.